# Hestra, Borås kommun
Hestra är en stadsdel i nordvästra Borås, belägen söder om stadsdelen Ekås, norr om stadsdelen Byttorp samt på västra och östra sidan av Alingsåsvägen (väg 180).
Stadsdelen var från början till stor del täckt av skog, men mycket har numera avverkats för att bygga nya bostäder. Det finns dock en hel del skog kvar på stadsdelens västra sida. Gatorna på dess norra sida är namngivna efter olika musikinstrument, till exempel Sonatgatan, Mandolingatan och Harpogatan. Husen på dess södra sida har tagit namn efter nordiska länder, till exempel Finska huset (ett vitt triangelformat höghus), Norska husen och Danska husen. Området med de nordiska husen kallas Hestra Parkstad och är det mest uppmärksammade och prisbelönta byggprojektet i Borås moderna historia. På dess östra sida ligger bostadsområdet Glimmerplan som gränsar till naturreservatet Rya Åsar och till utsiktsplatsen Ryssbyklint.  Bostäderna är främst radhus. 
På Hestra finns en förskola och grundskola Hestra Midgårdskolan (Åk F-6) som hör till Norrby kommundel. Skolan har ett bibliotek, en fritidsgård med bland annat inspelningsstudio och idrottshall, en restaurang samt ett kafé. Bredvid skolan finns det även en restaurang vid namn Tonys.

## Organisationer och föreningar
- Hestra har en idrottsförening vid namn Hestra IF som håller till i Hestrastugan (ligger egentligen på stadsdelen Ekås). Föreningen anordnar bland annat orientering och skidåkning.

- Hestra har en egen scoutavdelning inom KFUK-KFUM:s Scoutkår i Borås som heter Hestrascouterna.[2] Gruppen håller till i skogen vid Hestra.